# Paulius Baltakis
Paulius Antanas Baltakis (ur. 1 stycznia 1925 w Traszkunach, zm. 17 maja 2019 w Kownie) – litewski duchowny rzymskokatolicki, franciszkanin, od 1984 biskup tytularny Egara.

## Życiorys
15 września 1950 złożył franciszkańskie śluby zakonne. Święcenia kapłańskie przyjął 24 sierpnia 1952. 14 września 1984 został mianowany biskupem tytularnym Egara. Sakrę otrzymał 14 września 1984.